# 少爺占
少爺占（英語：Jim Yan，1977年2月17日—），原名甄子康，香港商業電台著名唱片騎師，別名阿占、陸加俊、朱豔強，於2006年5月榮升商業電台節目監製及音樂總監。他亦是組合3P樂隊、野仔、ILUB及YEAHS的成員，曾推出多張唱片。

## 簡介
少爺占生於英屬香港，為家中獨生子；他自小居於西灣河，曾就讀浸信會培理學校、香港中國婦女會丘佐榮小學及香港中國婦女會中學，高中選修商科，大學畢業於香港理工大學設計學院平面設計系。1997年參加商業二台叱咤903「捲入漩渦」唱片騎師招募計劃，勝出後加入商業二台擔任全職唱片騎師。由於他於大學二年級時已加入商業電台工作，他是在半工讀的情況下取得大學學位的。他曾創作多個以青春為題材的廣播劇，全部都被編成書籍和漫畫，在香港書展中出售並舉行簽名會，往往是銷情較佳的作家之一。隨後更參與拍攝多部電影、推出唱片、擔綱電視廣告旁白及主持多個電視節目，是近十年舉足輕重的電台唱片騎師。
2006年2月14日，與自小青梅竹馬的幼稚園同學冼燕珍結成夫婦。2014年4月19日，其妻為他誕下兒子Timmy，中文名甄和天。

## 曾參與樂隊

### 3P
3P是香港正東唱片旗下的一隊樂隊，初期只有商業電台DJ少爺占及茜利妹，加上林一峰三位成員，其後加入獨立樂隊Vitamin-M及林一峰的妹妹林二汶。1999年，少爺占跟前唱片騎師茜利妹、林一峰、at17主音林二汶、商業一台唱片騎師泰山及Vitamin-M樂隊（Kenney + B仔+ Terence），組成3P樂隊。
樂隊於2000年成立，並推出過2張音樂專輯。2001年，他們於2000年度叱咤樂壇流行榜頒獎典禮中獲得「叱咤樂壇組合銅獎」，惟之後再沒有推出過唱片。他們在2000至2001年間，推出三張唱片(《3P Love Music 紅粉小簿簿愛音樂》、《People People Music 人人音樂》、《People People Music 人人音樂 第2版》)，甚受歡迎。
他們亦曾於銅鑼灣總統商場經營紅粉小舖Pink Park，出售各式飾物；全舖以粉紅色佈置，穿著粉紅色衣服購物可享折扣。2002年起，少爺占曾先後於銅鑼灣銀座商場、駱克道及蘋果商場經營該舖，於2005年結業。

### 野仔時期
2002年，少爺占與醒神薑成員小胡，壞碑唇成員Chris(何兆基)及Computerhead成員Sam(已離隊)組成野仔樂隊。2002至2003年間，野仔推出三張唱片——《WILDCHILD 野仔 EP》、《野仔愛 和平》和《野仔正死仔EP + 野仔同樂會現場錄音》。
2004至2006年，野仔暫休。
2006年12月重組，推出《相約在八王子》單曲，在兩場於loll cafe(已結業)舉行的小型音樂會中作限量發售，反應不俗。2007年3月於灣仔藝術中心舉行兩場音樂會，限量發售《老地方》單曲，反應甚佳。
2008年4月4日推出大碟《WildSketChild》，並於4月18、19日在九龍灣國際展貿中心舉行《野仔畢業禮音樂會》，反應熱烈。4月19日下午，天文台發出黑色暴雨警告，野仔仍然堅持演出。同年年底，他們於Facebook野仔群組限量發售《野仔畢業禮音樂會WWWildChilDVD》及單曲《藍》。
2009年2月他們於Facebook野仔群組限量發售單曲《金至堅》；3月19日至4月9日期間於銅鑼灣京士頓街adidas Original Concept Store舉行野仔PEOPLE ARE PEOPLE Exhibition，所有展品由Ben!包辦。2009年3月21日推出大碟《PEOPLE ARE PEOPLE》，並於4月11、12日在九龍灣國際展貿中心舉行《野仔Easter Animals Live》。
2009年8月27日與Mr.、Dear Jane和Zarahn合作於九龍灣國際展貿中心舉行《Band Sound Is Back!搖滾復活》音樂會，全場爆滿。野仔也特意為這個音樂會製作主題曲《搖滾復活》。
2009年12月28日，少爺占所屬的I Love You Boyz拆夥，專注為野仔唱作音樂。
2010年，野仔正式加盟唱片公司博美娛樂（BMA）。
2010年2月初，野仔為跑Online創作廣告主題曲《繼續向前》。 同月初，野仔8週年紀念歌《我生日》正式派台。同月17日，野仔正式開設專屬網站(www.wildchild.com.hk)。開設初期，網站伺服器多次因過多人瀏覽致不勝負荷，經多次維修後網站終可以成功運作。
2010年，少爺占宣佈持有《Rock & Wild Never Die! 野仔我生日音樂會》入場劵的人可以帶同一名朋友入場。他於其節目叱咤叱叱咤表示由於表演場地可容納更多人入場，故此作出這樣的決定。同年3月27日，野仔假九龍灣國際展貿中心舉行《Rock & Wild Never Die! 野仔我生日音樂會》。
2010年4月3日，野仔於903主持精裝追野仔。
2010年7月15日，野仔於這日公開售票《野仔18戀來演唱會》。同月23日，野仔推出大碟《十八》。
2010年8月18日，野仔假九龍灣國際展貿中心匯星舉行《野仔18戀來演唱會》。
2011年1月1日，野仔首次於2010年度叱咤樂壇流行榜頒獎典禮獲叱咤樂壇組合銅獎。
2011年5月10日野仔於BMA旗下的卡拉OK Red Mr推出EP《Chokollection》。同月28日野仔假九龍灣國際展貿中心舉行《528 Wildchild Chokollection Party》。
2011年書展期間，野仔推出首本作品《你我青春的時間》。

### I Love You Boyz時期
2002年初，少爺占創作了《I Love You Boyz》廣播劇，與同台唱片騎師唐劍康(Donald)組成I Love You Boyz組合(分別化名為陸加俊及蔡輕麟)。廣播劇內容揶揄香港偶像派歌手，極受聽眾喜愛，更演變為長達五年的長篇廣播劇。
2004年，他們應邀加入英皇娛樂集團，於同年8月以I Love You Boyz身份推出首張大碟《我想買隻I Love You Boyz大碟》，大賣一萬多張。於2004年度叱吒樂壇流行榜頒獎典禮，I Love You Boyz奪得生力軍組合銅獎。
2005年，I Love You Boyz加盟唱片公司Silly Thing，於該年暑假推出了一張EP《SILLY KING》及舉行舞台劇《I Love You Boyz 之歡樂滿Tour》。《I Love You Boyz 之歡樂滿Tour》精華片段收錄於SILLY KING第二版。 同年12月，他們創作《歡樂粒宵》舞台劇I Love You Boyz 歡樂滿Tour Part II 之 05壓軸導人向笑劇場 – 龍兄鳳弟，並公演三場。
2006年他們創作了艾粒電視台系列。7月推出艾粒電視台廣播劇，內容模仿電視台節目模式，深受歡迎。8月推出《艾粒電視台》DVD，售出一萬多張。其後他們與王貽興聯手創作歡樂粒宵舞台劇，同年10月於香港理工大學賽馬會綜藝館公演共5場，反應熱烈。於2006年他們亦曾為無綫電視外購節目阿笨與阿占配音。
2007年4月1日愚人節當天，無綫電視於晚上8時播出由他們主持的整蠱節目愚樂I Love U，收視高達29點；無綫電視旋即於4月28日加推愚樂I Love U 2，收視依然高企。同年5月，他們往日本拍攝《艾粒電視台2-奸爸DVD》，亦創作了首本著作《東京勁作狀》。兩項產品於該年暑假書展中推出，《艾粒電視台2-奸爸DVD》累積銷量逾15000張。同年12月，I Love You Boyz創作舞台劇《鬆O的!衣池瀨》，於12月21至25日香港理工大學賽馬會綜藝館演出，因反應熱烈，於12月25日聖誕節下午加開一場。
2008年暑假他們推出了《巨棒堂 DVD》及第2本著作《艾粒老爺車》，前者銷量逾15000張。同時，I Love You Boyz獲委任為TVB兒童節大使，出席多個公開活動及主持兒歌金曲頒獎典禮。8月31日，少爺占在綵排兒歌金曲頒獎典禮跳舞部份時，左腳膝蓋韌帶撕裂，休克長達10分鐘，送往醫院治理後，繼續回到錄影廠進行該節目錄影，十分專業。
2008年11月，他們二人均於Milk誌的專欄，提及他們2008年的舞台劇將於聖誕節期間舉行，劇目為《Gag驚Show之阿陰與阿陽》，在電台亦出現宣傳聲帶，惟因轉會事宜擱置。
2009年1月19日，I Love You Boyz在尖沙咀海港城舉行「I Love You Boyz 高調過檔金牌大風簽約會」，正式加盟金牌大風。
2009年7月22日，I Love You Boyz在書展推出《艾粒電視台1979》大受歡迎，但艾粒卻突然傳出會暫時分開，將會在年尾的舞臺劇《艾粒 普世歡騰核能人》表演完畢後，有一段時間不會再合作。
2012年，艾粒重組並為慶祝I Love You Boyz組成10週年而舉辦《艾粒一百週年呈獻:Tenmeme》舞台劇。
於2016年及2017年為慶祝成立15週年艾粒曾舉辦名為《Yo！聖艾粒Battle五行欠》與《艾粒拾伍年開光大典》，以及《JOOX Presents ILUB C ALL MINENT 演唱會》一共10場演出。
2019年4月5-6日，少爺占與當奴以ILUB名義出道17年來首次踏上紅磡體育館開演唱會《艾粒boom紅館激戰》，為演藝生涯再寫下光輝一頁。

### YEAHS
2023年，少爺占與好友及同為樂隊野仔成員的何兆基組成樂隊YEAHS，已推出4首歌曲。並於2023年10月6至7日於九龍灣國際展貿中心舉行《When We Were Wild Live 2023》音樂會。
2025年，YEAHS於4月16日宣佈推出首張限量組合大碟，並於2025年6月14至15日於東蒲胡李名靜體育館舉行《YEAHS Near Perfection Concert 2025》音樂會。

## 軼聞
少爺占曾於個人節目直播時，打翻可樂於控制台上，令整個節目中斷數分鐘。

## 音樂作品

#### 音樂專輯（3P時期）
| 專輯 # | 專輯名稱                 | 專輯類型 | 發行日期   | 曲目 |
| ------ | ------------------------ | -------- | ---------- | --- |
| 1st    | 紅粉小簿簿愛音樂         | CD       | 2000年4月  | 曲目 1. 紅粉小簿簿（Welcome Mix） 2. 一條人 3. 好女仔.com 4. 懶到死 5. 冷冷廁所板 6. Superlover 7. 大笨象 8. Hyperbitch.com 9. 紅粉小簿簿（红粉小簿簿(Cunextime Mix） |
| 2nd    | 人人音樂                 | AVCD     | 2000年12月 | 曲目 1. 電腦檔案，不能播放 2. 大個咗 Music Video 3. 紅粉小簿簿 Music Video 4. 紅粉小簿簿（Welcome Back Mix） 5. 青春火花 6. 神婆話 7. On My Way 8. 我吃男人（直女仔&孌男仔專用） 9. 我病了 10. 大個咗 11. Bonus Track 12. 只要有想去的地方 13. 苦海孤雛 14. 只要有想去的地方（The Truth Is Out There Mix） 15. 大個咗（國語版） 16. 紅粉小簿簿（People Love Music Mix） |
| 2nd    | 人人音樂（第二批雙CD版） | AVCD     | 2001年     | 曲目 Disc 1 1. 電腦檔案，不能播放 2. 大個咗 Music Video 3. 紅粉小簿簿 Music Video 4. 紅粉小簿簿（Welcome Back Mix） 5. 青春火花 6. 神婆話 7. On My Way 8. 我吃男人（直女仔&孌男仔專用） 9. 我病了 10. 大個咗 11. Bonus Track 12. 只要有想去的地方 13. 苦海孤雛 14. 只要有想去的地方（The Truth Is Out There Mix） 15. 大個咗（國語版） 16. 紅粉小簿簿（People Love Music Mix） Disc 2 1. 電腦檔案，不能播放 2. 青春火花 Music Video 3. 青春火花（青春頭佛Dancing Mix）[By 大頭佛樂隊] 4. 青春火花（淋火水Mix）[By 壞碑唇] 5. 青春火花（吔咩嗲Mix）[By 宮井一暢(On-Line)] 6. 青春火花（X'mas X'Mix）[By 朱敬然(燃點音樂)] 7. On My Way（Soft Mix）[By Vitamin-M] |

#### 音樂專輯（YEAHS時期）
| 專輯 # | 專輯名稱        | 專輯類型 | 發行日期      | 曲目 |
| ------ | --------------- | -------- | ------------- | --- |
| 1st    | Near Perfection | CD       | 2025年6月14日 | 曲目 1. Singalongsong 2. 下一世つづく 3. 我內心強大的小孩 4. 開始就有可能 5. 流星劃過富士山 6. 三種賤人 7. 你在堅持什麼? 8. 同子君跳彈床 9. 總有機（有著數）（feat. Chris Ho） 10. 大致上完美 |

### 少爺占作品（CD／VCD／DVD）
- 2000年《3P Love Music 紅粉小簿簿愛音樂》
- 2001年《People People Music 人人音樂》
- 2001年《People People Music 人人音樂 第2版》
- 2002年《WILDCHILD 野仔 EP》
- 2002年《少爺占廣播劇音樂全集》
- 2002年《野仔愛 和平》
- 2003年《野仔正死仔EP + 野仔同樂會現場錄音》
- 2004年《我想買隻I Love You Boyz大碟》
- 2005年《Silly King 》
- 2005年《Silly King(2nd Version)》
- 2005年《I Love You Boyz 歡樂滿Tour Part II 之 05壓軸導人向笑劇場 – 龍兄鳳弟 VCD/DVD》
- 2006年《I Love You Boyz 艾粒電視台 CDVD》(推出日期：23.9.2006)
- 2006年《歡樂粒宵VCD/DVD》
- 2006年《相約在八王子》(野仔限量single)
- 2007年《老地方》(野仔限量single)
- 2007年《艾粒電視台第二集‧奸爸DVD》
- 2008年《I Love You Boyz GAGame SHOW 鬆啲!衣池瀨》
- 2008年《Wildsketchild野仔紀念冊大碟》
- 2008年《艾粒電視台第3集－艾粒巨棒堂CDVD 》
- 2008年《WILDCHILDVD》(野仔限量DVD)
- 2008年《藍(給未來的您)》(野仔限量single)
- 2009年《金至堅》(野仔限量single)
- 2009年《people are people》
- 2009年《艾粒1979　口牽口三十年 CDVD》
- 2009年《To Be Continued》
- 2010年《327 Rock N Wild Never Die! 野仔我生日音樂會 生日禮包》(包括Rock N Wild Never Die! The Best Collection野仔精選大碟+野仔Easter Animals Live DVD，限量1000包)
- 2010年《野仔 十八》
- 2011年《Chokollection》

### 派台歌曲成績
註：組合名義的派台歌，請參閱ILUB（艾粒）、3P、野仔之頁面。
| 派台歌曲成績（四台） | 派台歌曲成績（四台）      | 派台歌曲成績（四台） | 派台歌曲成績（四台） | 派台歌曲成績（四台） | 派台歌曲成績（四台） | 派台歌曲成績（四台）                  | 派台歌曲成績（四台）                   |      |
| -------------------- | ------------------------- | -------------------- | -------------------- | -------------------- | -------------------- | ------------------------------------- | -------------------------------------- | ---- |
| 唱片                 | 歌曲                      | 903                  | RTHK                 | 997                  | TVB                  | 備註                                  | 備註                                   |      |
| 2010年               |                           |                      |                      |                      |                      |                                       |                                        |      |
|                      | 末代考生                  | -                    | -                    | -                    | -                    | 與官恩娜合唱                          | 與官恩娜合唱                           |      |
| 2013年               |                           |                      |                      |                      |                      |                                       |                                        |      |
| 朱豔強               | 秘密基地                  | 2                    | -                    | -                    | -                    | Featuring Clara Chow 以朱豔強身份派台 | Featuring Clara Chow 以朱豔強身份派台  |      |
| 朱豔強               | Old School Love           | 2                    | -                    | -                    | -                    | 以朱豔強身份派台                      | 以朱豔強身份派台                       |      |
| 2014年               |                           |                      |                      |                      |                      |                                       |                                        |      |
|                      | 但願人人玩長久            | 5                    | -                    | -                    | -                    | 以朱豔強身份派台                      | 以朱豔強身份派台                       |      |
|                      | 搏你一笑                  | 5                    | -                    | -                    | -                    | 以朱豔強身份派台                      | 以朱豔強身份派台                       |      |
| 2015年               |                           |                      |                      |                      |                      |                                       |                                        |      |
|                      | 老爺會                    | 10                   | -                    | -                    | -                    | Featuring 壞碑唇 以老爺占身份派台     | Featuring 壞碑唇 以老爺占身份派台      |      |
|                      | 他爸的我                  | 7                    | -                    | -                    | -                    | 以老爺占身份派台                      | 以老爺占身份派台                       |      |
| 派台歌曲成績（五台） |                           |                      |                      |                      |                      |                                       |                                        |      |
| 唱片                 | 歌曲                      | 903                  | RTHK                 | 997                  | TVB                  | ViuTV                                 | 備註                                   | 備註 |
| 2021年               |                           |                      |                      |                      |                      |                                       |                                        |      |
|                      | BOY BOY                   | 2                    | ×                    | ×                    | ×                    | 3                                     | 以朱豔強身份派台                       |      |
|                      | 搏你一笑（舊愛合唱版）    | 8                    | ×                    | ×                    | ×                    | -                                     | 舊曲重唱 以朱豔強身份派台 與陳家朗合唱 |      |
| 2023年               |                           |                      |                      |                      |                      |                                       |                                        |      |
| Near Perfection      | 下一世つづく              | 3                    | ×                    | ×                    | ×                    | -                                     | 以YEAHS身份派台                        |      |
| Near Perfection      | Singalone song            | ×                    | ×                    | ×                    | ×                    | -                                     | 以YEAHS身份派台                        |      |
| Near Perfection      | 我內心強大的小孩          | 2                    | ×                    | ×                    | ×                    | -                                     | 以YEAHS身份派台                        |      |
| Near Perfection      | 開始就有可能              | 2                    | ×                    | ×                    | ×                    | -                                     | 以YEAHS身份派台                        |      |
| 2025年               |                           |                      |                      |                      |                      |                                       |                                        |      |
| Near Perfection      | 流星劃過富士山            | 1                    | ×                    | -                    | ×                    | 7                                     | 以YEAHS身份派台                        |      |
| Near Perfection      | 三種賤人                  | -                    | ×                    | -                    | ×                    | -                                     | 以YEAHS身份派台                        |      |
| Near Perfection      | 你在堅持什麼？            | 4                    | ×                    | -                    | -                    | -                                     | 以YEAHS身份派台                        |      |
| Near Perfection      | 同子君跳彈床              | 11                   | ×                    | -                    | ×                    | -                                     | 以YEAHS身份派台                        |      |
| Near Perfection      | 總有機(有著數)            | 18                   | ×                    | -                    | ×                    | -                                     | 以YEAHS身份派台 主音為何兆基           |      |
|                      | 大致上完美（完美Version） | -                    | ×                    | -                    | ×                    | ×                                     | 與fans合唱 以YEAHS身份派台             |      |

| 各台冠軍歌總數 | 各台冠軍歌總數 | 各台冠軍歌總數 | 各台冠軍歌總數 | 各台冠軍歌總數 | 各台冠軍歌總數    | 各台冠軍歌總數    | 各台冠軍歌總數 |
| -------------- | -------------- | -------------- | -------------- | -------------- | ----------------- | ----------------- | -------------- |
| 四台a          | 903            | RTHK           | 997            | TVB            | 備註              | 備註              |                |
| 四台a          | 1              | 0              | 0              | 0              | 四台冠軍歌總數：0 | 四台冠軍歌總數：0 |                |
| 五台b          | 903            | RTHK           | 997            | TVB            | ViuTV             | 備註              |                |
| 五台b          | 1              | 0              | 0              | 0              | 0                 | 五台冠軍歌總數：0 |                |

- （*）上榜中
- （-）未能上榜
- （×）沒有派往該台
- （(1)）兩週冠軍
- ^  注解a：包括2021年後的冠軍歌曲
- ^  注解b：2021年起

## 填詞作品

### 2000年
- 3P - 紅粉小簿簿（Welcome Mix / Cunextime Mix / Welcome Back Mix / People Love Music Mix）[註 1]
- 3P - 青春火花 [註 1]
- 3P - On My Way
- 3P - 我病了
- 3P - 大個咗
- 3P - Bonus Track
- 3P - 只要有想去的地方 [註 2]
- 3P - 大個咗（國語版）[註 3]

### 2002年
- E-kids - 初哥

### 2003年
- E-kids - 第一個唱
- E-kids - 第一個唱（ft. 和田裕美）

- 艾粒 - Miss Miss 埋鏡試試 [註 4]
- 艾粒 - 個頭痕唔痕呀 [註 4]
- 艾粒 - 我我我我我有胸部 [註 4]
- 艾粒 - Good Morning Class [註 4]
- 艾粒 - 差人, 咪郁!（ft. Boyz & 哨牙婆 朱薰）[註 4]
- 艾粒 - 唔好吹雞隻嘅尾部 [註 4]
- 艾粒 - 出街要帶爸爸 [註 4]
- 艾粒 - 十蚊三個... [註 4]
- 艾粒 - 歡迎使用人民幣 [註 4]
- 艾粒 - 蘇蝦要食奶 [註 4]
- 艾粒 - 嗌嗌嗌 Love U [註 4]
- 艾粒 - 一加一等於二 [註 4]

### 2005年
- 艾粒 - 大飲茶 [註 4]
- 艾粒 - 舞台皇者 [註 4]
- 艾粒 - 犀利醒有限公司 [註 4]
- 艾粒 - 艾粒情歌 [註 4]
- 艾粒 - 路易威 Is Yet To Come [註 4]

### 2006年
- 艾粒 - Hey!艾粒電視台真系有符Fit呀! [註 5]
- 艾粒 - 娜娜奈奈 [註 4]
- 艾粒 - 爆裂戰隊 [註 6]
- 艾粒 - 龍兄鳳弟 [註 7]
- 艾粒 - 歡樂粒宵 [註 4]

### 2008年
- 艾粒 - 鬆啲！衣池瀨！[註 4]
- 艾粒 - 搖擺烏克蘭 [註 8]
- 艾粒 - 巨棒堂 [註 9]

### 2009年
- 艾粒 - 顧家 [註 4]
- 艾粒 - 沒響聲的Call機 [註 4]
- 艾粒 - 一個字醜 [註 4]
- 艾粒 - Goodbye [註 4]
- 艾粒 - 又到聖誕 [註 4]

### 2010年
- 野仔 - 我的日記
- 野仔 - 開始
- 野仔 - 相約在八王子
- 野仔 - 老地方
- 野仔 - 金至堅
- 野仔 - 憶年
- 野仔 - 野仔
- 野仔 - 阿文阿榮
- 野仔 - 藍
- 野仔 - 搖滾復活
- 野仔 - 繼續向前
- 野仔 - 十八前
- 野仔 - 熱血到死
- 野仔 - 我生日
- 野仔 - 年年十八
- 野仔 - 年長少年
- 野仔 - Sunny Day Service
- 野仔 - 中學生應該談戀愛
- 野仔 - 記憶之夏
- 野仔 - 一場朋友
- 野仔 - 十八後

### 2011年
- 野仔 - Chok 的故事 (上集)（ft. 陳奐仁）[註 10]
- 野仔 - 廢話會
- 野仔 - 我愛U（ft. Gin Lee & 陳雲海）
- 野仔 - 香港大廈
- 野仔 - Chok 的故事 (下集)
- 野仔 - 香港大廈 (Remix)
- 野仔 - 你知道我在台北等你嗎
- 野仔 - 閃著淚光

### 2012年
- 艾粒 - 柚子 [註 4]
- 艾粒 - 叱咤大明星 [註 4]

### 2013年
- 朱豔強 - Old School Love [註 11]
- 朱豔強 - 秘密基地（ft. Clara Chow）[註 11]

### 2014年
- 朱豔強 - 搏你一笑 [註 11]
- 朱豔強 - 但願人人玩長久 [註 12]

### 2015年
- 老爺占 - 他爸的我 [註 13]

### 2016年
- 艾粒 - 中居與正廣 [註 4]

### 2017年
- 艾粒 - 無人完美 [註 4]
- 艾粒 - AKB友達（A Kai Best Friend）[註 4]
- 艾粒 - 艾粒十戒歌 [註 4]
- E-kids - 一二三四

### 2018年
- 野仔 - 年輕的我們
- 野仔 - 一生旅行團

### 2019年
- 艾粒 - 扮晒巨星 [註 14]

### 2020年
- 艾粒 - 細路強勁舞 [註 4]
- 艾粒 - 細路強勁舞（DJ King Remix）[註 4]
- 艾粒 - 奇妙事不斷有 [註 4]
- 艾粒 - 奇妙事不斷有（兒童聖誕合唱版）[註 4]

### 2021年
- 朱豔強 - BOY BOY [註 11]

### 2023年
- 艾粒 - 仍然未說的
- 林一峰 - 19 forever
- YEAHS - Singalone Song
- YEAHS - 下一世つづく
- YEAHS - 我內心強大的小孩
- YEAHS - 開始就有可能
- 陳健安 - 仍然是那個少年[註 15]

### 2024年
- 吳業坤 - 幼馴染[註 15]
- 開鎖佬 - 我們都是這樣沒有長大的
- 吳林峰 - 風

### 2025年
- YEAHS - 流星劃過富士山
- YEAHS - 三種賤人
- YEAHS - 你在堅持什麼？
- YEAHS - 同子君跳彈床
- YEAHS - 總有機(有著數)
- YEAHS - 大致上完美
- 開鎖佬 - 陪我去台北
- 開鎖佬 - 二十婚
- Pandora - 年輕小說家

## 演出作品

### 現主持節目
- 《聖艾粒LaLaLaLa》（逢星期一至五下午5時至7時，與Donald、Jacky共同主持節目）
- 《讀賣Sunday》（逢星期日中午12時至下午2時，與王貽興共同主持節目）
- 《突然好想聽》（逢星期日晚上7時至9時，暫代Vani《國語類》節目）
- 《少爺占》（於其他節目主持休假時播出）

### 現參與廣播劇
- 《I Love You Boyz 劇場》(飾演：陸加俊)
- 《艾粒八掛雜誌》 (飾演：不定)
- 《讀賣Sunday 廣播連續劇: 前女友》 (飾演：張家明)

### 曾主持節目
- 《天馬不基動部隊》
- 《天馬艦》
- 《無人駕駛》－節目本身沒有主持人，占主要負責把聽眾的粗口消聲。[1]
- 《講男集團》
- 《少年邪》
- 《加州紅紅人館903狂熱份子》
- 《哈哈哈少爺占》
- 《moto club 903 發原地》
- 《加州紅加熱放送》
- 《好薯嘜》
- 《好Sweet Heart》
- 《占Comes True》
- 《Clean & Clear 903 全港中學生手牽手同盟》
- 《少爺占》
- 《miss他占》
- 《903萬人迷大作戰》
- 《這個新年真搞事》
- 《陳奶占》
- 《麥當勞 903 Fantastic Plug 流行示範》
- 《903 id club 陳占公演》（逢星期六下午3時至5時）
- 《歡樂粒宵預演版》
- 《903 id club 萬世巨星》（2004年10月4日 至 2009年4月24日）（逢星期一至星期五下午4時至6時）
- 《交換日記》（逢星期六下午2時至3時）
- 《903 id club 人造巨星》(逢星期六下午2時至3時)
- 《903 id club id人辦》（逢星期六下午2時至3時，與梁文禮共同主持節目）
- 《叱咤叱叱咤》（2009年4月27日 至 2011年9月9日）（逢星期一至五下午4時至6時，與Donald、豪子、麻利亞、急急子共同主持節目）
- 《口水多過浪花》（2011年9月12日 至 2016年5月13日）（逢星期一至五下午2時至4時，與Donald、鄭裕玲共同主持節目）

### 曾參與廣播劇
- 《脂肪代表奚秀蘭》
- 《愛得槍狂》
- 《鴿子園》(飾演:善良王)
- 《神化青年宮》
- 《女校男生》(飾演:亞占)
- 《女子公寓》
- 《閃令令第六個》(飾演:陳占)
- 《好天氣》(飾演:陳占)
- 《四點水》(飾演:亞水)
- 《少爺占向海單位》
- 《好天氣續集 - 十九歲》(飾演:陳占)
- 《四點水續集 - 落雨路》(飾演:亞水)
- 《七劍》(飾演:穆郎)
- 《八王子》(飾演:古霑)
- 《來不及聽你說愛我》(飾演:車頭燈)
- 《I Love You Boyz - 萬世巨星》(飾演:陸加俊)
- 《I Love You Boyz - 時裝世界》(飾演:Ivan)
- 《I Love You Boyz 》(飾演:陸加俊)
- 《艾粒電視台》
- 《戀愛樂園》(飾演:Elvin)
- 《妹妹妹妹實況劇場》(飾演:亞占)
- 《黃金少年》Seasons 1 - 4(飾演:王龍 - 放大俠/甄子康)
- 《I Love You Boyz勵志劇場/勁棍劇場》(飾演:陸加俊)（第885集(特別加長版)於2008年8月1日下午5時30分前播出。）
- 《艾粒電視台2007加強版》(一人演多角)
- 《大野叔叔拆你屋》（飾演:雪種人)
- 《繼續革命》(飾演：甄子占/亞占)
- 《學友與占咪與王鳳》（飾演:學友、占咪、老師...全部角色）（逢星期一和三於萬世巨星時段(5時30分)播出）
- 《艾粒寶島電視台》（逢星期一至四於下午5時30分萬世巨星節目內播放）(飾演多個不同角色)(此廣播劇因"萬世巨星大作戰之你個樣樣"(戶外直播)完結。)
- 《最好的時光》（飾演：Benny）
- 《小小雪》
- 《2060》逢星期一及星期三於下午5時30分萬世巨星節目內播放）(飾演加加)
- 《當奴科幻鉅獻：龍．虎．爆》(飾演大師姐－跳跳虎/觀音)
- 《攣豬豬》（飾演：朱豔強）
- 《大連的子民》（飾演：小朋友/朱豔強）
- 《娜娜奈奈》 (飾演：娜娜)
- 《大蛇傳》（飾演：大蛇)
- 《攣豬豬3》（飾演：朱艷強)
- 《暑期作業》（飾演：不定）

### 曾參與舞台劇／演唱會
- 2005年《歡樂滿TOUR之娛樂大飲茶》
- 2005年《I Love You Boyz 歡樂滿Tour Part II 之 05壓軸導人向笑劇場 – 龍兄鳳弟》
- 2006年《歡樂粒宵》
- 2007年《I Love You Boyz GAGame Show 鬆o的!衣池瀨!》
- 2009年《艾粒普世歡騰核能人》
- 2012年《艾粒一百週年呈獻:Tenmeme》
- 2013年《少爺占朱豔強口口笑之Super me》
- 2014年《少爺占朱豔強口口笑長長99》棟篤笑
- 2016年 《Yo！聖艾粒Battle五行欠》
- 2017年《艾粒拾伍年開光大典》
- 2017年《JOOX Presents ILUB C ALL MOMENT 演唱會》
- 2019年《艾粒Boom紅館激戰》演唱會
- 2021年《朱豔強自己一條show》
- 2022年《歌頌生命沿途有你艾與粒激情雙星璀璨二十ICHIBAN香港之夜》演唱會
- 2023年《Part 2! 黃鳳女士XYZ銀河道士大匯演》
- 2023年《YEAHS When We Were Wild Live 2023》

### 曾參與電影配音工作
- 《小鞋子》
- 《人妖打排球》
- 《喜馬拉亞星》
- 《冰河世紀》聲演 大阿哥
- 《老友狗狗》
- 《四眼雞丁》聲演 雞丁
- 《冰河世紀2》聲演 大阿哥
- 《反斗仙履奇緣》聲演 阿寶
- 《阿森一族大電影》
- 《荒失失奇兵2》聲演 朱利安國王
- 《冰河世紀3：大威龍駕到》聲演 大阿哥
- 《老夫子之小水虎傳奇》
- 《冰河世紀4：玩轉新大陸》聲演 大阿哥
- 《魔雪奇缘》聲演 小白
- 《冰河世紀：隕石撞地球》聲演 大阿哥
- 《反斗奇兵4》聲演 賓尼
- 《魔雪奇缘2》聲演 小白
- 《DC超寵聯萌》聲演 Ace / Bat-Hound

### 曾參與網上劇集
- 《百分百感覺》
- 《百分百感覺冬日戀曲》
- 《一起喝采》

### 曾參與電影
- 《十二夜》飾 電腦維修員
- 《五個嚇鬼的少年》
- 《甜絲絲》飾 陸加俊
- 《精武家庭》
- 《六樓后座2家屬謝禮》(主角) 飾 彭爺
- 《保持愛你》飾 龍
- 《矮仔多情》
- 《深宵閃避球》

### 曾參與電視劇
- 《百份百感覺》
- 《百份百感覺之冬日戀曲》
- 《赤沙印記@四葉草.2》
- 《森之愛情》
- 《VR驅魔人》
- 《逆天奇案》

### 曾經／現在主持／參與電視節目
- 有線娛樂台節目
  - 玩死男朋友  （與Donald主持）
- 無線電視節目
  - 零捨扮o野（與Donald主持）
  - 勁歌金曲 (與Donald以I Love You Boyz身份出現）
  - 阿笨與阿占(與Donald主持)
  - 15/16 (與Donald以I Love You Boyz身份參與)
  - 愚樂i love you(與Donald主持)
  - 奧運我至叻 (與Donald以I Love You Boyz身分參與)
  - 愚樂i love you . summer(與Donald主持)
  - 阿笨與阿占 2(與Donald主持)
  - 好友移城(與Donald主持)
  - 亮相(與Donald以I Love You Boyz身份參與，贏得五萬元)
  - 2008兒歌金曲頒獎典禮 (與Donald、謝安琪、商天娥主持)
  - 筋肉擂台(與Donald主持)
  - 星星同學會
  - 耳分高下(與Donald以I Love You Boyz身分參與)
  - 掌故王(與Donald以I Love You Boyz身分參與)
  - 係咪小兒科(與Donald以I Love You Boyz身分參與，贏得17萬5千元)
  - 美女廚房(與Donald以I Love You Boyz身分參與)
  - 逐格鬥(與Donald、鄭裕玲主持)
  - 超級遊戲獎門人(與野仔成員以野仔身分參與)
  - 華麗明星賽(與Donald以I Love You Boyz身分參與)
  - 大整蠱 (與Donald、農夫主持)
- ViuTV節目
  - 總有一隻喺左近(與Donald以I Love You Boyz身分參與)
  - 對不起 標籤你(與Donald主持)
  - 黑料理(與Donald主持)
  - Chill Club(以朱豔強身分參與)

## 其他

### 監製節目
- 《蘇耀一個鐘》(主持:細so 時間:逢星期六下午2時至3時)
- 《妹妹的情書》（主持：E／Wing　時間：逢星期一至五晚上9時至10時)
- 《妹妹妹妹》（主持：E／Wing　時間：逢星期日下午2時至3時)
- 《萬世巨星》（主持：占及Donald及豪子　時間：逢星期一至五下午4時至6時）
- 《叱咤叱叱咤》（逢星期一至五下午4時至6時，與Donald、豪子、麻利亞、急急子共同主持節目）

### 自家時裝品牌
2011年4月，少爺占和其商業拍檔，並與本地資深街頭服品牌Oneway成立了自家時裝品牌MeeH，分別在銅鑼灣、尖沙咀、官塘及屯門H.A.N.D.S商場設有分店。
MeeH讀音為「咩」，是羊發出的叫聲，意念源於少爺占的一個夢境。他於一個訪問表示某天發了一個被一班黑色的羊追趕的夢，於是第二天起身後便在網上搜索黑色的羊，並有發現，因此想到羊跟衣服有着很大的連結關係，然後再從羊毛標誌引申出這個包含了MeeH 4個字母的品牌logo。
MeeH的時裝設計由少爺占一手包辦，設計風格會以少爺占自身作為骨幹，剪綵偏向貼身，設計亦傾向簡約。此外，MeeH會不定期與其他品牌合作推出產品，曾合作品牌包括adidas、Levi's、Eastpak、OMG、New Balance、SpongeBob。
MeeH現時於香港銅鑼灣京士頓街9號1樓LCX Mall設有總店，並設有衫部、鞋部、試身部和展覽部，其中展覽部會有香港著名收藏家Ben!每個月的珍品展覽。
而MeeH位於尖沙咀尖沙咀The One的 shop 316分店於2011年11月14日開幕。
2016年4月3日，少爺占於其Facebook （页面存档备份，存于）公佈，因與合作夥伴出現了信任問題，決定要離開MeeH這個一手創立的時裝品牌。按照協議，前合作夥伴在2016年4月30日起停止使用MeeH這個品牌名字作營運，並即將不會再有任何與品牌MeeH及其附屬品牌MeeH Girl的相關合作計劃進行和產品推出，少爺占本人會收回MeeH品牌名字的營運權。

### 少爺占作品（書籍）
- 1999年《少爺占 1999》
- 2000年《人類精選》
- 2000年《愛說話》
- 2000年《閃令令第六個》
- 2001年《好天氣》
- 2001年《愛說話2立体聲》
- 2002年《愛說話3》
- 2002年《人類精選+新曲》
- 2002年《四點水》
- 2003年《四點水漫畫》
- 2002年《我的快活年代》
- 2002年《19歲》
- 2003年《快樂頌!夏》
- 2004年《萬世巨星I Love U Boyz》
- 2004年《野仔正相仔》
- 2003年《少爺占和林一峰的交換日記》
- 2004年《交換日記2》
- 2004年《交換日記3》
- 2003年《落雨路》
- 2003年《落雨路漫畫》
- 2005年《八王子01》（少爺占故事 ; 王貽興作）
- 2005年《八王子02》（少爺占故事 ; 王貽興作）
- 2006年《交換日記3—生命中的第二個男人》(與王貽興交換日記)
- 2007年《交換日記5—朋友，我當你一世朋友》(與王貽興交換日記)
- 2007年《I Love You Boyz 東京勁作狀》(與Donald創作)
- 2007年《好天氣》再版
- 2007年《四點水》再版
- 2007年《落雨路》再版
- 2008年《艾粒老爺車》(與Donald創作)
- 2008年《繼續革命》(少爺占故事 ; 王貽興創作)
- 2008年《我的快活年代》再版
- 2009年《小小雪》
- 2010年《是不是這樣的日記你才會這樣的寫給我》(與王貽興交換日記)
- 2011年《少爺占1999/聖誕怪人》
- 2011年《你我青春的時間》(與野仔成員合著)
- 2012年《忠孝公路》(與王貽興)
- 2013年《前女友》(與王貽興)